# Fedorov (Mondkrater)
Fedorov ist ein sehr kleiner Einschlagkrater im westlichen Mare Imbrium. Der Krater ist leicht verlängert und auffallend geformt. An der Nordseite läuft er in eine Hügelkette aus, die sich bis zu 800 Meter über das Niveau des umgebenden Mare erhebt.
Federov liegt ostnordöstlich des Kraters Diophantus und südöstlich von Delisle. Etwa 20 Kilometer südöstlich befindet sich der Krater Artsimovich.

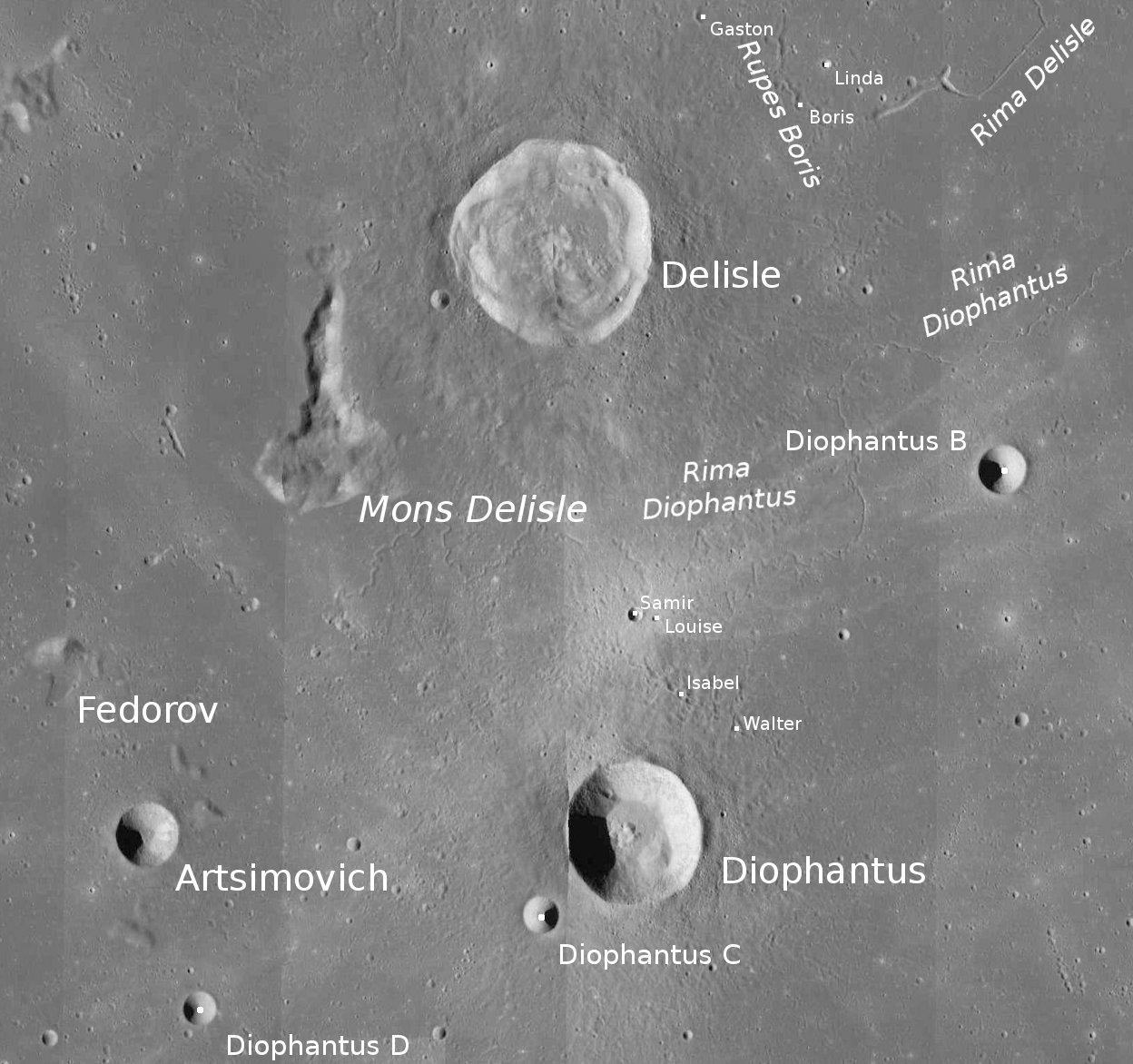
Fedorov mit Diophantus (LROC-WAC)